# Iman Meskini
Iman Meskini (født d. 3. marts 1997) er en norsk skuespiller, som er bedst kendt for sin rolle som gymnasieeleven Sana Bakkoush i ungdoms-TV-serien Skam. Her spillede hun hovedrollen i seriens 4. sæson.
Hendes mor er fra Norge og hendes far fra Tunesien.
Meskini har været værnepligtig et år i det norske luftvåben og studerer arabisk og mellemøststudier ved Universitetet i Oslo.
Meskini er en stor rollemodel for mange unge muslimske kvinder. Hun har gjort indtryk på omverdenen med sit syn og sine tanker som norsk muslim og de valg, en muslimsk teenager gør sig.
Meskini har udgivet bogen "minhistorieminmening", der især handler om de tanker, hendes instagramfølgere gør sig om at bære hijab. I 2019 udkom bogen også på dansk.